# Pomnik ku czci Aleksandra II we Włostowie
Pomnik ku czci Aleksandra II we Włostowie – carski pomnik we Włostowie wzniesiony dla upamiętnienia osoby cara Aleksandra II i jego reform. 
Pomnik, jeden z wielu podobnych obiektów wzniesionych na terenie zaboru rosyjskiego, miał formę krzyża łacińskiego na wysokim postumencie. Był wykonany z szarego piaskowca. Jego przednią ścianę zdobiła płaskorzeźba ukazująca chłopa modlącego się do Matki Bożej, zaś na tylnej znajdowało się godło Królestwa Polskiego. Z kolei na ścianach bocznych umieszczono nieustalonej treści napisy w języku polskim i rosyjskim. 
Po odzyskaniu niepodległości przez Polskę z pomnika usunięto ornamentykę carską, zbijając elementy godła Królestwa Polskiego w ten sposób, by zachować jedynie polskiego orła. Usunięto również napis w języku rosyjskim. Tekst polski prawdopodobnie również uległ wówczas zniszczeniu, gdyż do dziś przetrwał jedynie urwany fragment tekstu informujący o wzniesieniu pomnika w latach 60. XIX wieku (urwana data 186...). Najwyższy element monumentu - kamienny krzyż - został uszkodzony w 1945 w czasie działań wojennych i został w późniejszym okresie zastąpiony krzyżem drewnianym. 